# Алекс Серано
Алехандро Серано Гарсия (на испански: Alejandro Serrano García) е испански футболист, който играе на поста централен полузащитник. Състезател на Туран Товуз.

## Кариера
На 10 септември 2021 г. испанецът подписва с Гурник Ленчна. Дебютира на 13 септември при победата с 3:2 като домакин на Висла Плоцк.
На 24 септември 2022 г. Серано е обявен за ново попълнение на Хебър. Прави дебюта си на 7 октомври при победата с 3:2 като домакин на Локомотив (София).

## Национална кариера
На 20 юли 2013 г. Алекс дебютира в официален мач за националния отбор на Испания до 19 г., при победата с 1:0 над националния отбор на Португалия до 19 г., в среща от Европейското първенство по футбол за юноши до 19 г. през 2013 г.